# جوناتان بينوتو
جوناتان بينوتو (26 نوفمبر 1997 في البرازيل - ) هي لاعبة كرة قدم برازيلية في مركز الهجوم.

## وصلات خارجية
- جوناتان بينوتو على موقع قاعدة بيانات كرة القدم.إي يو (الإنجليزية)
- جوناتان بينوتو على موقع Soccerway.com (الإنجليزية)